# Дуб Шумарда
Дуб Шумарда (лат. Quercus shumardii) — дерево, вид рода Дуб (Quercus) семейства Буковые (Fagaceae). Вид назван в честь геолога Бенджамина Франклина Шумарда (1820—1869).

## Описание
Листопадное дерево с глубоко растрескивающейся корой, до 25 м, иногда до 35 м высотой. Кора от тёмно-серого до тёмно-коричневого цвета.
Листья глубоко 5—9 надрезанные, доли широко раставленные, на вершине зубчатые, сверху голые, снизу по жилкам слегка опушены. Листовая пластинка от овальной и широкоовальной до обратнояйцевидной формы, длиной 8—20 см и 6—15 см в ширину.
Плюска 1,5—3 см в диаметре и 7—12 мм длиной, плотно облегает жёлудь на четверть или треть от его размера; плод — жёлудь имеет размеры 14-30 × 10-20 мм, созревает на второй год. Плодоносит с 25 лет.

## Распространение и экология
Растёт в понижениях на влажных почвах, в пойменных лесах и в горных лесах на плохо дренированных возвышенностях на высоте до 500 м, но несмотря на это, довольно засухоустойчиво и выдерживает большой диапазон рН почвы. Ареал охватывает восток Северной Америки и простирается от южных штатов США до Канады и включает в себя территории штатов: Алабама, Арканзас, Вирджиния, Джорджия, Западная Вирджиния, Иллинойс, Индиана, Канзас, Кентукки, Луизиана, Миссисипи, Миссури, Мичиган, Мэриленд, Небраска, Огайо, Оклахома, Пенсильвания, Северная Каролина, Теннесси, Техас, Флорида, Южная Каролина и канадской провинции Онтарио.

## Значение и применение
Выращивается в качестве декоративного растения дающего тень. Древесина дуба используется в мебельной промышленности.
Желуди служат пищей для певчих и водоплавающих птиц, белохвостых оленей, диких свиней, белок и других животных.

## Классификация
Содержит подвид Quercus shumardii var. schneckii (Britton) Sarg..
Ранее содержал подвид Quercus shumardii var. acerifolia  E.J.Palmer, который теперь считается отдельным видом Quercus acerifolia (E.J.Palmer) Stoynoff & Hess..